# Gmina Gniew
Gmina Gniew es un gmina urbano-rural (distrito administrativo) en el condado de Tczew, Voivodato de Pomerania, en Polonia del norte. Su sede es la ciudad de Gniew, situada a unos 31 kilómetros al sur de Tczew y a 61 kilómetros al sur de la capital regional Gdansk.
El gmina cubre una área de 194.78 kilómetros cuadrados, y desde 2006 su población total es de 15,534 habitantes (de los cuales la población de Gniew asciende a 6.787 habitantes, y la población de la parte rural de la gmina es de 8.747).

## Pueblos
Además de la ciudad de Gniew, Gmina Gniew contiene los pueblos y asentamientos de Aplinki, Brody, Ciepłe, Cierzpice, Dąbrówka, Gogolewo, Jaźwiska, Jeleń, Kolonia Ostrowicka, Kuchnia, Kursztyn, Mała Karczma, Nicponia, Opalenie, Ostrowite, Piaseckie Pola, Piaseczno, Pieniążkowo, Polskie Gronowo, Półwieś, Rakowiec, Stary Młyn, Szprudowo, Tymawa, Widlice, Wielkie Walichnowy, Wielkie Wyręby y Włosienica.

## Gminas vecinas
Gmina Gniew limita con los gminas de Kwidzyn, Morzeszczyn, Nowe, Pelplin, Ryjewo, Sadlinki, Smętowo Graniczne y Sztum. 